# Palacio de San Carlos (Bogotá)
El Palacio de San Carlos se encuentra en Bogotá, capital de Colombia. Está ubicado en las actuales Calle 10 con Carrera 5. Su construcción data del siglo XVI, antiguamente fue la residencia oficial del Presidente de Colombia y en la actualidad es la sede del Ministerio de Relaciones Exteriores.

## Historia
Su construcción fue ordenada por Francisco Porras Mejía, arcediano de la Catedral, a finales del siglo XVI (aproximadamente 1580). La mansión fue levantada con piedras de las canteras de la sabana y vigas traídas de las selvas granadinas. Se utilizó como vivienda particular hasta el 18 de octubre de 1605, cuando los herederos del arcediano la vendieron al arzobispo de Santafé, fray Bartolomé Lobo Guerrero, quien la adjudicó bajo la dirección de la congregación de los Jesuitas, que la convirtieron en un seminario y lo regentaron hasta su expulsión en 1767 por orden del rey Carlos III de España.
A partir del 7 de enero de 1777 se convirtió en primera sede de la Biblioteca Pública de Santafé, que comenzó a funcionar como Real Biblioteca con los libros confiscados a los jesuitas tras su expulsión, siendo el más destacado de sus primeros directores, por designación del virrey José Manuel de Ezpeleta, el poeta y escritor cubano Manuel del Socorro Rodríguez. A partir de este momento fue declarado propiedad de acceso público. En 1783, parte del edificio se destinó para cuartel del Batallón Auxiliar.
Algunos años después, en vista de la mala situación financiera del país, Francisco de Paula Santander decidió venderlo a Juan Manuel Arrubla, en 1822, quien lo restauró e hizo muchas mejoras. En 1827, un temblor sacudió Santa Fe y dañó seriamente los edificios públicos e iglesias, afectando al que en ese entonces era el palacio presidencial que se ubicaba en los terrenos que hoy corresponden al Capitolio Nacional. Un año más tarde volvió a manos del Gobierno, para destinarla a Palacio Presidencial, y desde julio de ese año fue reutilizada como tal. 
Durante este período ocurrió la Conspiración Septembrina, tentativa de asesinato de Simón Bolívar. Fue allí adonde llegaron los conspirados en busca del Libertador, quien saltó por una de sus ventanas para escapar y salvar su vida, la noche del 25 de septiembre de 1828.
En 1908 se convirtió por primera vez en la sede de la Cancillería, debido a que el presidente Rafael Reyes trasladó la presidencia al entonces llamado Palacio de la Carrera (Casa donde nació Antonio Nariño), pero el general Gustavo Rojas Pinilla, en 1954, trajo de nuevo la sede presidencial al Palacio de San Carlos. Finalmente, desde 1979, dejó de ser la residencia de los presidentes de Colombia, la cual pasó a ser definitivamente el Palacio de Nariño recién restaurado. San Carlos se convirtió en sede permanente del Ministerio de Relaciones Exteriores, o Cancillería.

## Descripción
El Palacio de San Carlos está lleno de un invaluable legado artístico y cultural acumulado en más de 400 años de historia que pueden evocarse en sus elegantes Salones de Estado, sus pasillos misteriosos y sus románticos patios, como el de La Palma donde se levantan en forma majestuosa, el centenario nogal plantado por el Libertador y la palma sembrada por el presidente José Hilario López con ocasión del nacimiento de su hija Polita.
Al segundo piso del Palacio se accede por un amplio corredor de escaleras en cuyo descanso está exhibido el bronce que le sirvió de modelo al artista italiano Pietro Tenerani para esculpir la estatua del Libertador ubicada en la Plaza de Bolívar de Bogotá.